# Риз, Бриттни
Бриттни Риз (англ. Brittney Reese; род. 9 сентября 1986, Галфпорт, Миссисипи) — американская легкоатлетка, выступает в прыжках в длину, а также беге на 60 метров.
Четырёхкратная чемпионка мира в прыжках в длину на открытом воздухе 2009, 2011, 2013 и 2017 годов и трёхкратная чемпионка мира в помещениях (Доха 2010, Стамбул 2012, Портленд 2016).
Личный рекорд 7,31 см установлен в 2016 году на национальном чемпионате США по лёгкой атлетике в Юджине. Принимала участие в Олимпийских играх 2008 года, заняла пятое место (6,76 м). Олимпийская чемпионка 2012 года с результатом 7,12 м. На Олимпийских играх 2016 года завоевала серебро с результатом 7,15 м. На Олимпийских играх 2020 года Бриттни лидировала перед последней попыткой с результатом 6,97 м, но затем чемпионка мира 2019 года Малайка Михамбо обошла Риз с прыжком на 7,00 м.